# Aldo Lamorte

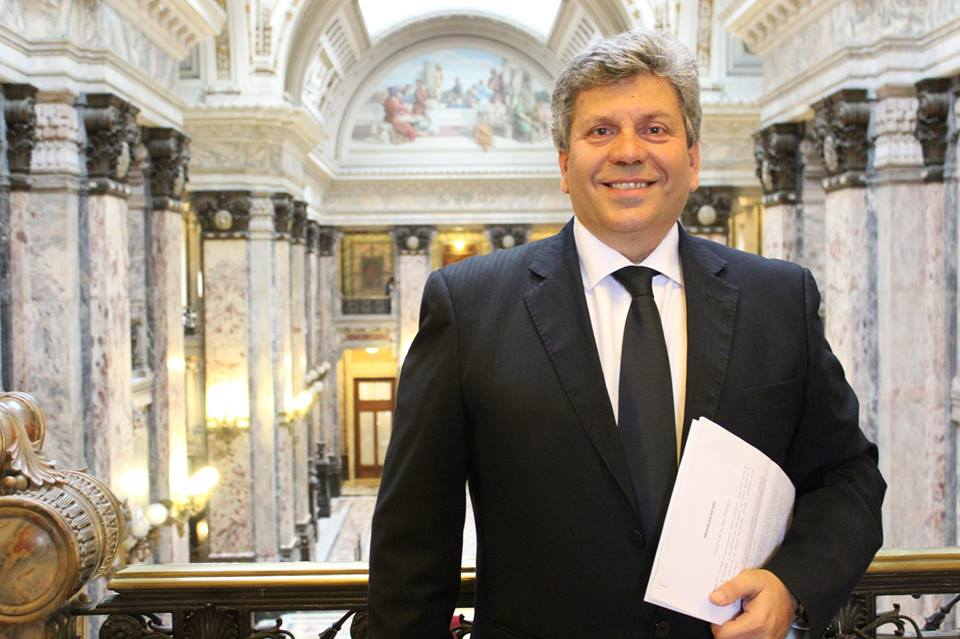
Aldo Lamorte

Aldo Lamorte (* 1957 in Montevideo) ist ein uruguayischer Architekt und Politiker.
Lamorte, der der Unión Cívica als deren Vorsitzender angehört, studierte zunächst erfolgreich an der Fakultät für Architektur der Universidad de la República. Seitdem arbeitet er als Architekt. Zu seinen Werken gehören in diesem Zusammenhang beispielsweise die Gebäude des Hotel Palladium, der Sitz der Cámara de Industrias sowie das Terminal de Ómnibus Suburbanos in der Calle Río Branco.
Zudem ist er der Leiter der Asociación de Promotores Privados de la Construcción del Uruguay.
Bei den Vorwahlen zur Präsidentschaftswahl in Uruguay 1999 trat er als Kandidat für die Unión Cívica an, unterlag dort jedoch Luis Pieri. Bei den Kommunalwahlen im darauffolgenden Jahr kandidierte er -im Ergebnis erfolglos- für das Amt des Intendente im Departamento Montevideo.
Bei den Präsidentschaftswahlen 2004 war er einziger Kandidat seiner Partei. Hier unterlag er mit 4.859 erzielten Stimmen und 0,22 % im Gesamtergebnis an sechster Stelle liegend.
Sowohl 2006 als auch bei den Parlamentswahlen in Italien 2008 stellte er sich der Italo-Uruguayer dann im Ausland für die Unione dei Democratici Cristiani e Democratici di Centro zur Wahl.
| Personendaten    | Personendaten           |
| ---------------- | ----------------------- |
| NAME             | Lamorte, Aldo           |
| KURZBESCHREIBUNG | uruguayischer Politiker |
| GEBURTSDATUM     | 1957                    |
| GEBURTSORT       | Montevideo              |